# El palo (película)
El palo es una comedia española, distribuida por Sony Pictures, de 2001 dirigida por Eva Lesmes y escrita por Luis Marías, protagonizada por Adriana Ozores, Malena Alterio, Maribel Verdú y Carmen Maura.

## Argumento
Esta es la historia de un robo de un banco llevado a cabo por el grupo más improbable de ladrones de la historia del robo en España: una chica de la limpieza de un banco, una señora bien venida a menos, una embarazada dependienta de un "todo a cien" y una macarrilla sin futuro. Así pues, la "muy" femenina banda de atracadoras empieza a actuar con los preparativos, los ensayos, los muchos problemas, la poca disposición natural de estas mujeres hacia lo delictivo, etc. Esto las lleva a conocerse mejor y a estrechar diversos lazos afectivos entre ellas, al tiempo que las lleva a enfrentarse cada una con sus propios fantasmas. Pero si la preparación quizá ha sido divertida, el atraco es una cosa muy seria.

## Banda sonora
La banda sonora de la película se compone de dos canciones: "De amor ya no se muere (Non si puo morire dentro)", interpretada por Giancarlo Bigazzi y Gianni Bella y "Abracadabra", interpretada por José Miguel Gallardo Vera.

## Recepción
La película fue recibida por la crítica de manera muy positiva, ya que se remontaba a una comedia tónica de la época. Esta película también sirvió de impulso para varias actrices, que vieron su carrera reconocida por esta película.

## Premios
· Nominación a Mejor actriz revelación para Malena Alterio - 16.ª edición de los Premios Goya 2002

## Reparto[7]
| Intérprete             | Personaje           |
| ---------------------- | ------------------- |
| Adriana Ozores         | Lola                |
| Malena Alterio         | Violeta "Pecholata" |
| Maribel Verdú          | Silvia              |
| Carmen Maura           | Maite               |
| Juan Gea               | Director de Banco   |
| Jaime Pujol            | Gustavo             |
| Joaquín Climent        | Enrique             |
| Alejandro Sigüenza     | Daniel              |
| Diana Palazón          | Luisa               |
| Gorka Otxoa            | Hijo Maite          |
| Antònia Martínez       | Abuela              |
| Omar Muñoz             | Felipe              |
| Pep Guinyol            | Cajero              |
| Francisco Casares      | Inspectór Policía   |
| Chelo Vivares          | Monja               |
| Lina Mira              | Vanessa             |
| Nuria Mencía           | Amiga Vanessa       |
| Fernando Andina        | Novio Luisa         |
| Juan Antonio Lumbreras | Mangui              |
| Gorka Aguinagalde      | Policía 2           |
| Adolfo Obregón         | Currante            |
| Carlos Ysbert          | Hombre Coctelería   |
| Guillermo Rodríguez    | Atracador TV        |
| Héctor Barrajón        | Amiguito            |
| José Gamo              | Atracador TV        |